# Archicladosoma magnum
Archicladosoma magnum är en mångfotingart som beskrevs av Jeekel 1984. Archicladosoma magnum ingår i släktet Archicladosoma och familjen orangeridubbelfotingar. Inga underarter finns listade i Catalogue of Life.